# Akuapems
Els akuapems (o akwapems, o akuapims) són els membres d'un grup ètnic que tenen com a llengua materna l'akuapem, dialecte de l'àkan. El seu territori està situat a la regió Oriental i a la regió del Gran Accra. Hi ha entre 717.000 i 727.000 akwuapems.

## Situació territorial
El territori dels akuapems està al voltant de les ciutats d'Aburi i de Nsawam, la majoria del qual està a la regió Oriental. També viuen al nord de la regió del Gran Accra. Adjen Kotofo està al límit sud-occidental del seu territori i Okrakwajo està al seu límit septentrional. Al límit oriental hi ha la població d'Akropong.

## Etnònim
Els akuapems s'han denominat amb diferents noms: akuapem twi, akwapems, akwapem twis, akwapims, akwapim twis, tchis, tschwis, tshis i twis.

## Llengua
Els akuapems parlen un dialecte de l'àkan, l'akuapem.

## Religió
Segons el joshuaproject, el 92% dels akuapems són cristians, el 3% creuen en religions africanes tradicionals i el 2% es declaren no religiosos. El 80% dels akuapems cristians són protestants, el 10% són catòlics i el 10% pertanyen a esglésies independents. El 22% dels akuapems cristians segueixen l'evangelisme.